# Lycaena dispar
La licena delle paludi (Lycaena dispar (Haworth, 1803)), è una specie di farfalla europea della famiglia Lycaenidae.

## Descrizione
La specie può essere distinta dalle specie simili Lycaena virgaureae e Lycaena hippothoe, più comuni in habitat più secchi, tramite la colorazione argentea della faccia inferiore delle ali posteriori.

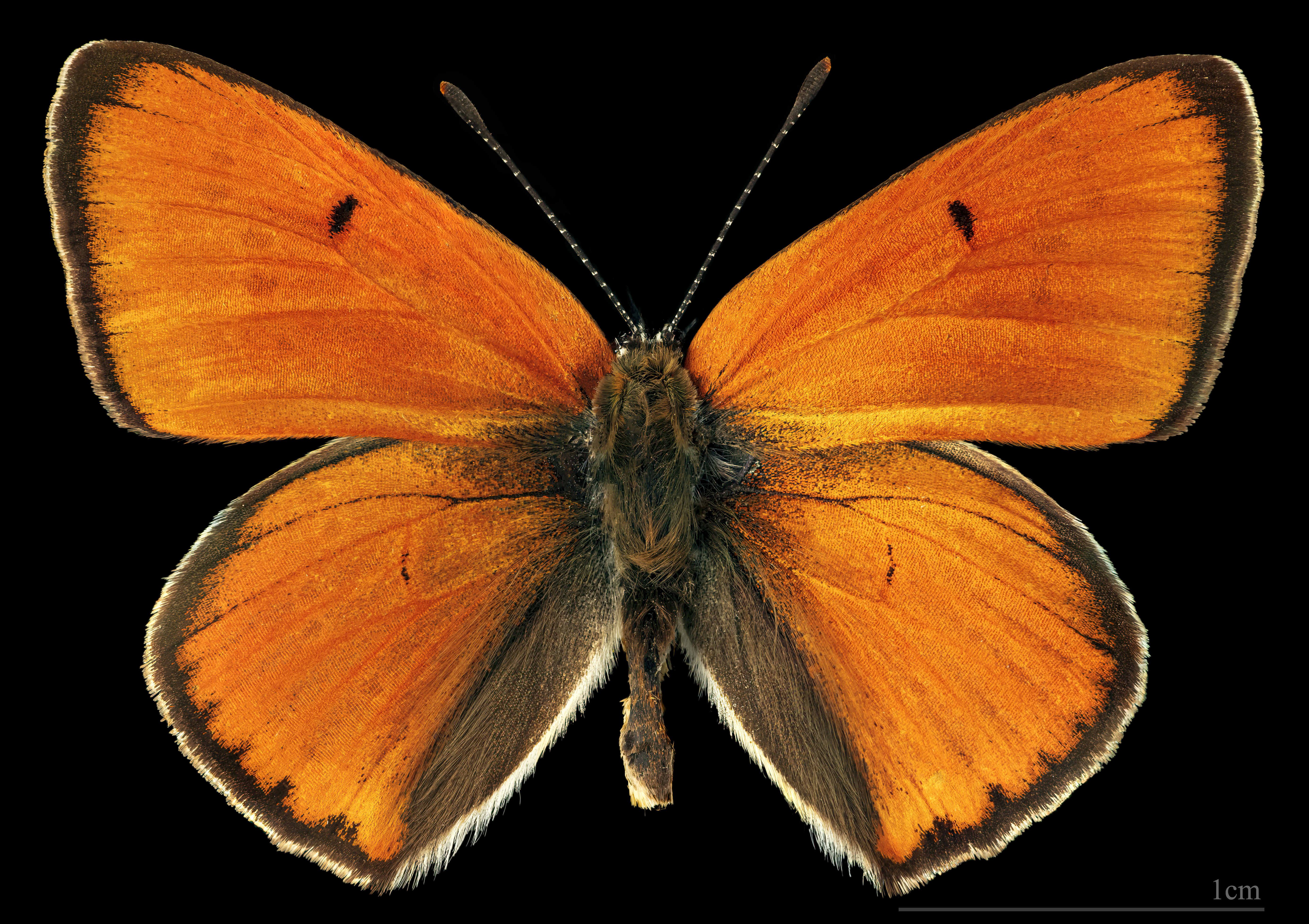
Lycaena dispar  ♂
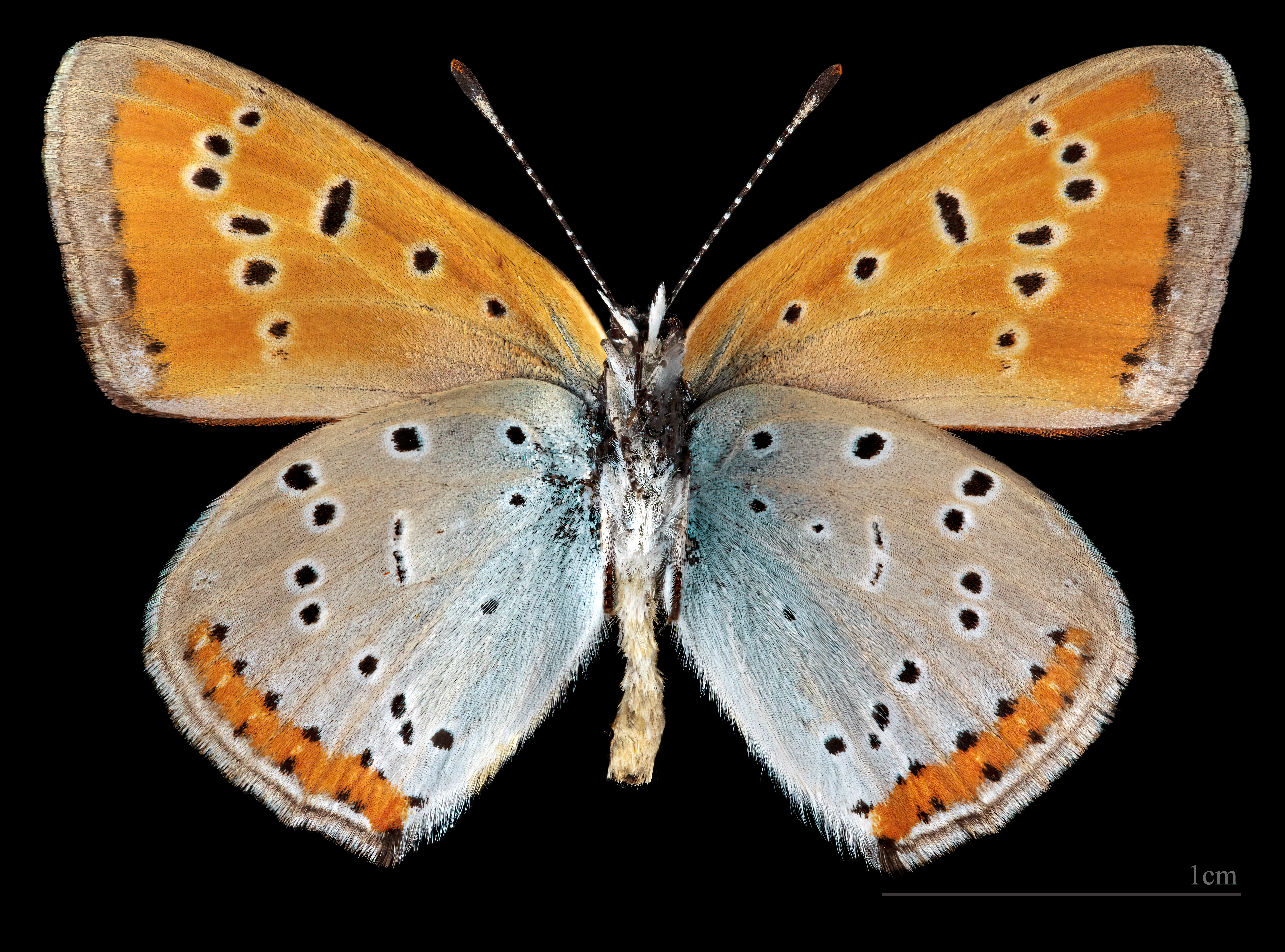
Lycaena dispar  ♂  △
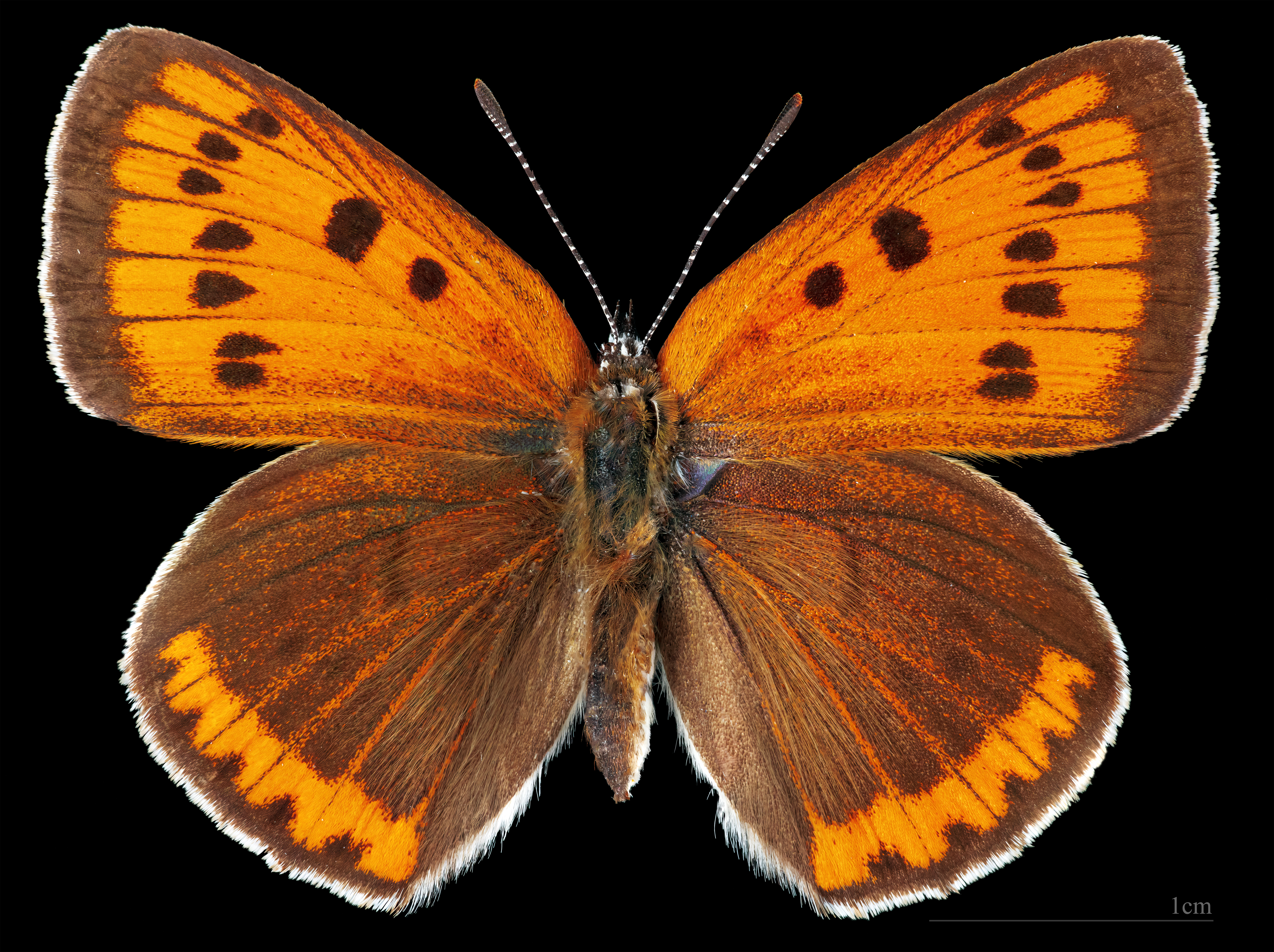
Lycaena dispar  ♀
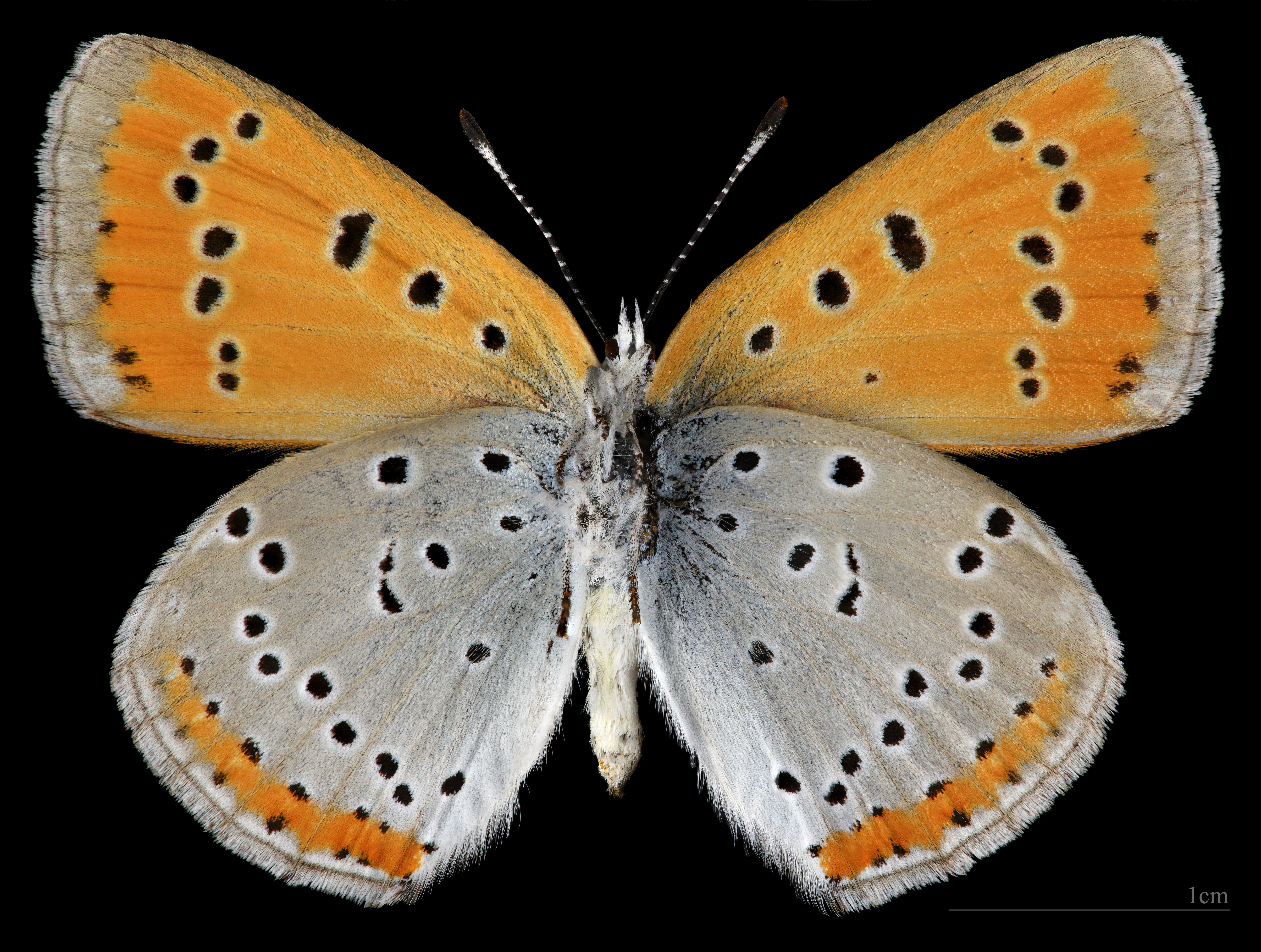
Lycaena dispar  ♀ △
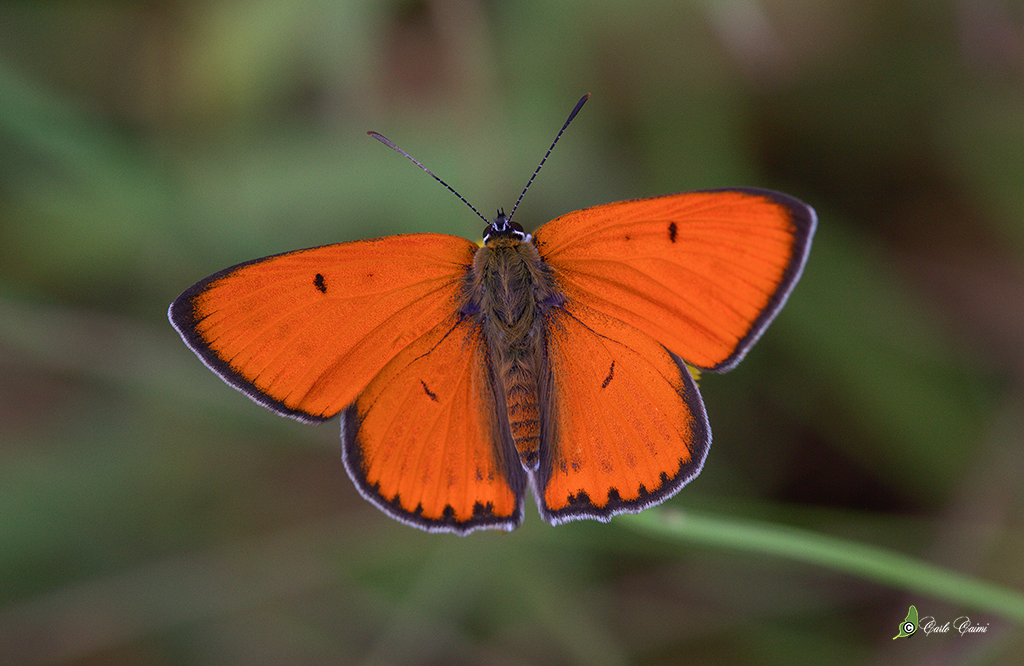
Lycaena dispar-Maschio-Piemonte prov. di Novara.
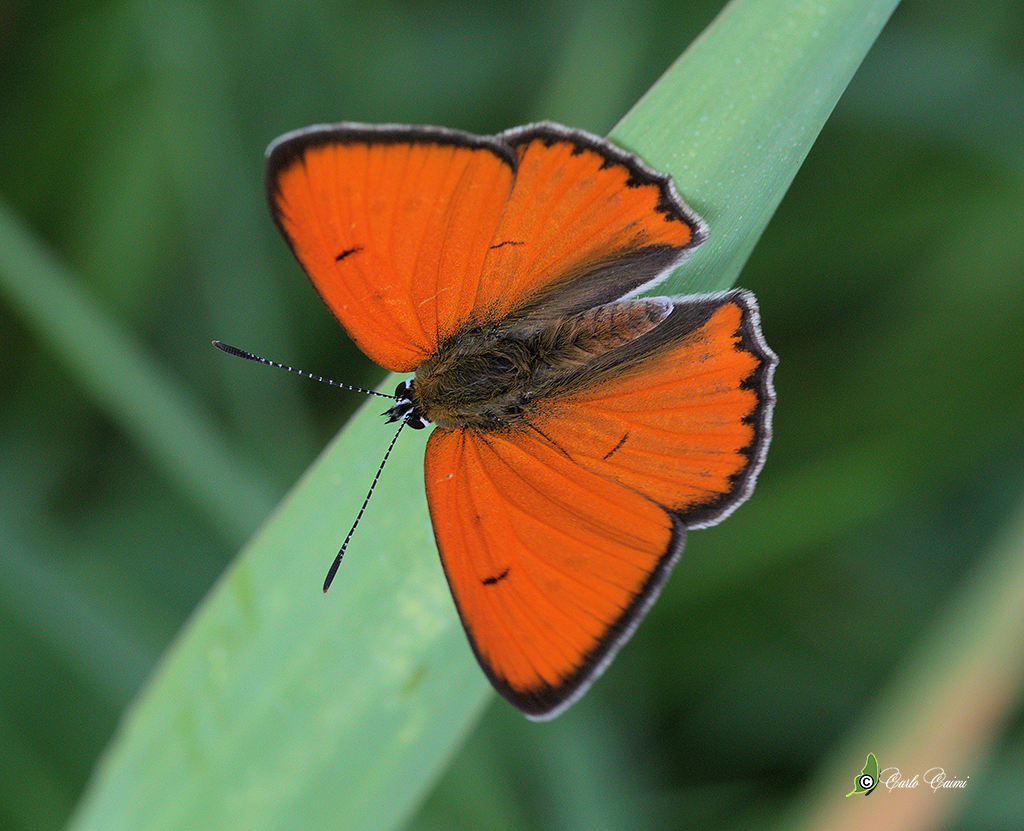
Lycaena dispar-Maschio 1-Piemonte, prov. di Novara.
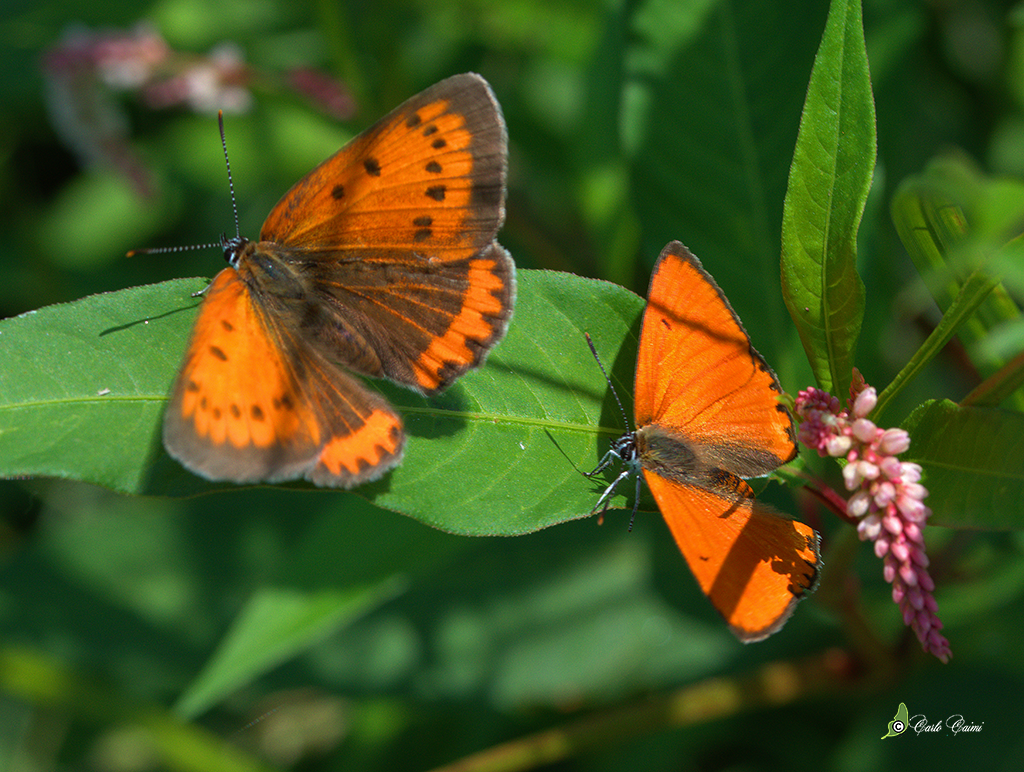
Lycaena dispar femmina e maschio. Piemonte, prov. di Novara.
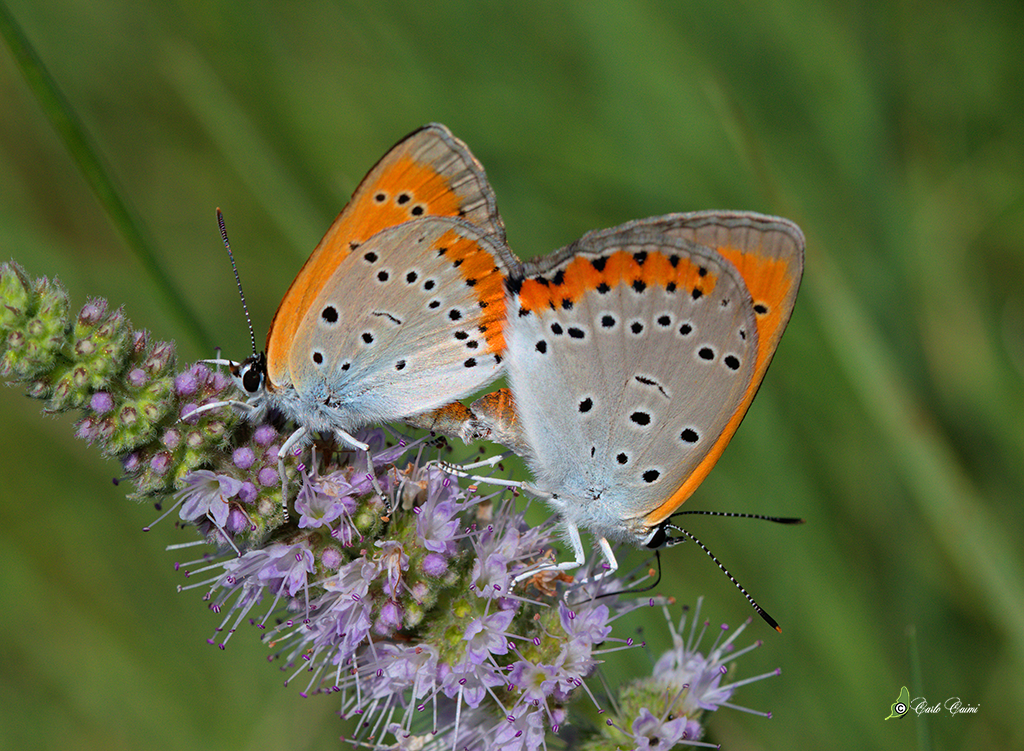
Lycaena dispar accoppiamento-Lombardia, prov. di Pavia.
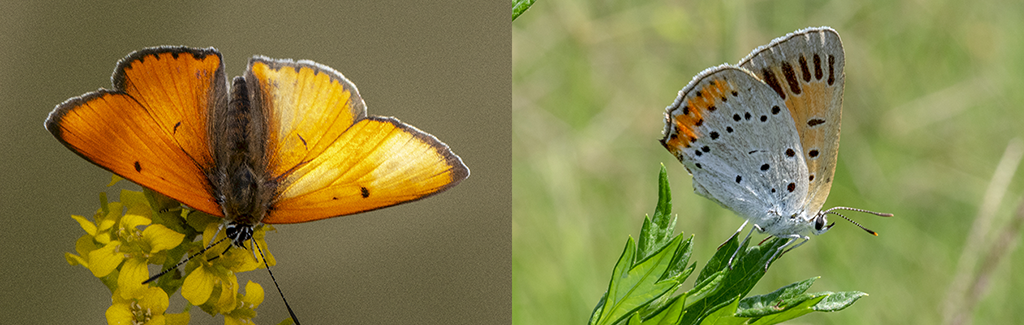
Lycaena dispar-aberrazioni

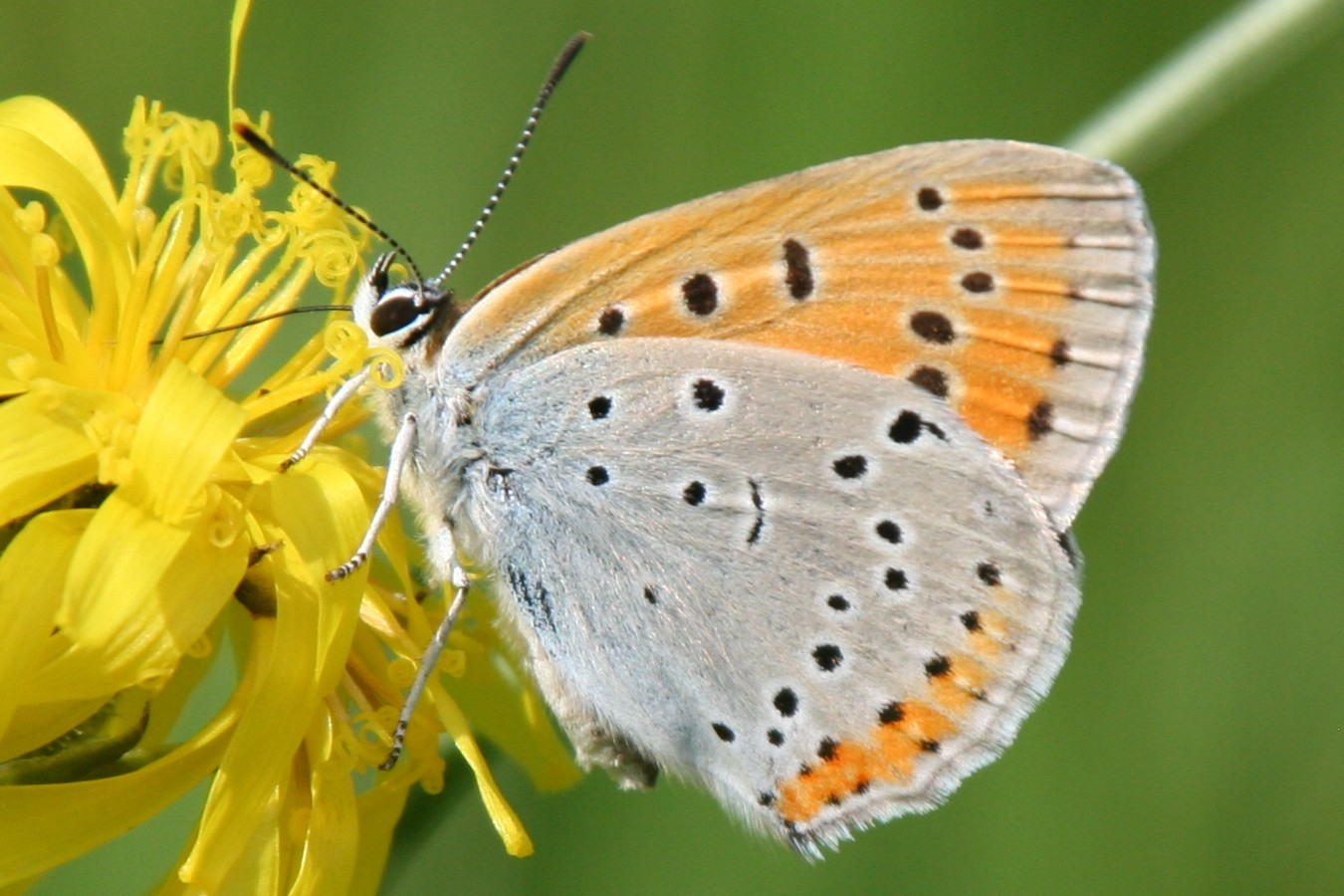
Femmina

## Conservazione
Nell'Europa occidentale, la bonifica delle zone umide, la cementificazione e l'attività agricola nelle aree di golena ha causato un forte declino di questa specie. Nell'Europa dell'est, le aree golenali non ancora sviluppate e i delta fluviali costituiscono habitat per questa specie, anche se è comunque minacciata dalla crescente attività dell'uomo in queste aree.

## Uovo
Viene deposto singolarmente od in gruppi di 3 o 4 sulle piante nutrici: Rumex hydrolapathum, Rumex obtusifolius ed aquaticus.

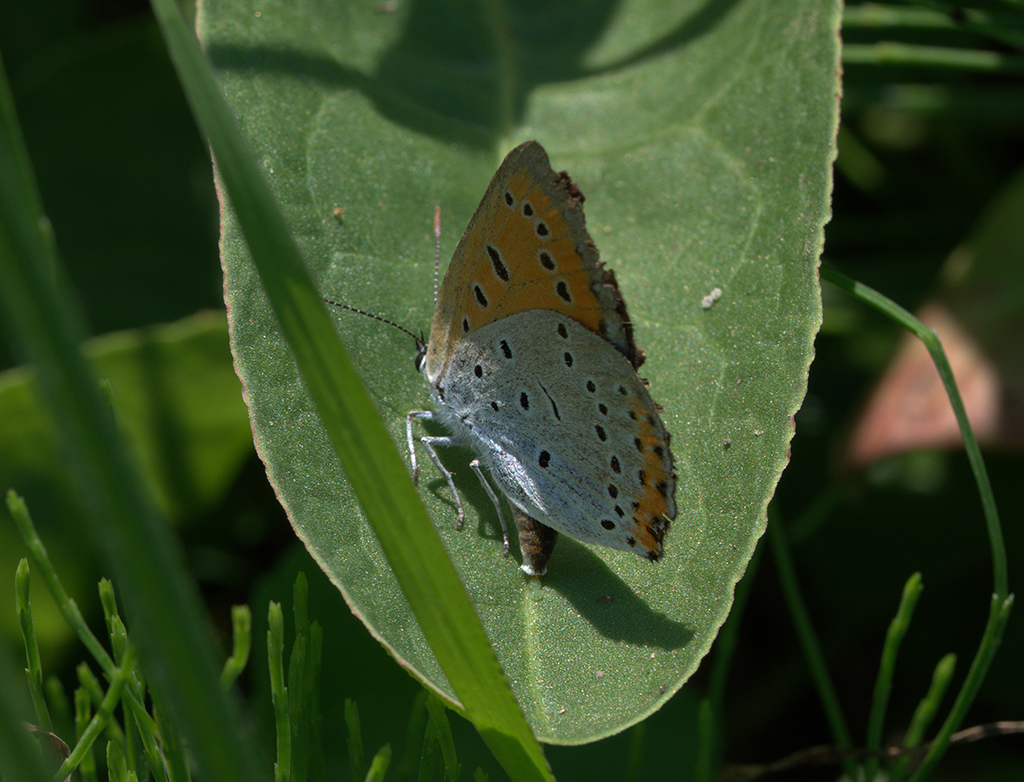
Lycaena dispar deposizione uova-Piemonte, prov. di Vercelli.
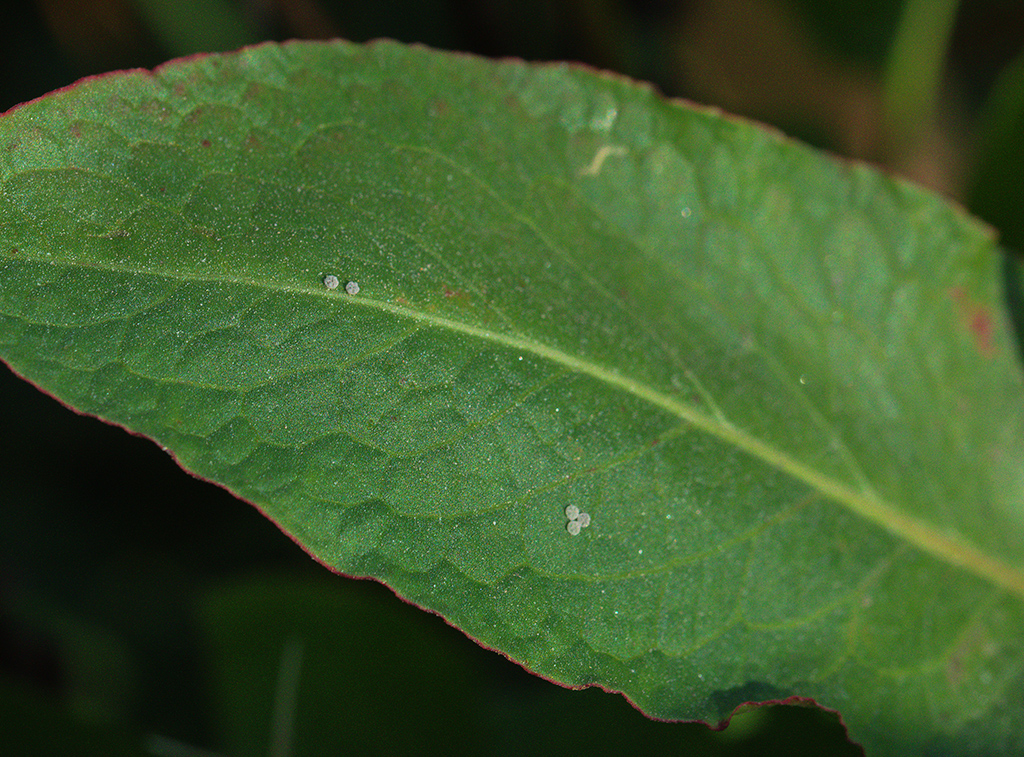
Lycaena dispar-uova-Piemonte, prov. di Vercelli.

## Bruco
È di colore verde con il corpo ricoperto di una fitta peluria. Testa marrone. All'ultimo stadio supera i 20 mm di lunghezza. Sverna alla terza
muta (L3) cambiando la colorazione da verde in marrone.

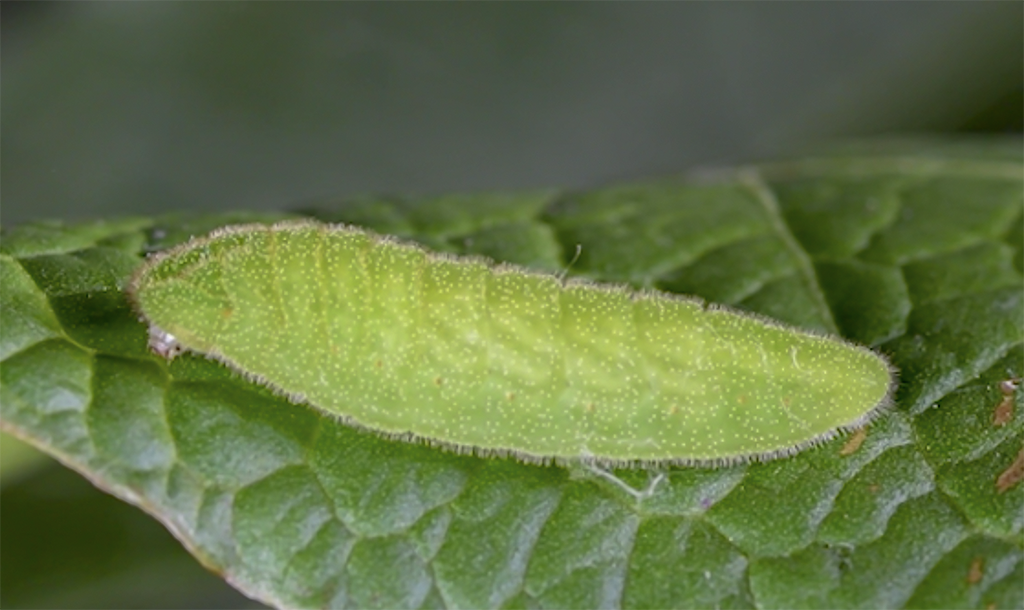
Lycaena dispar-Bruco
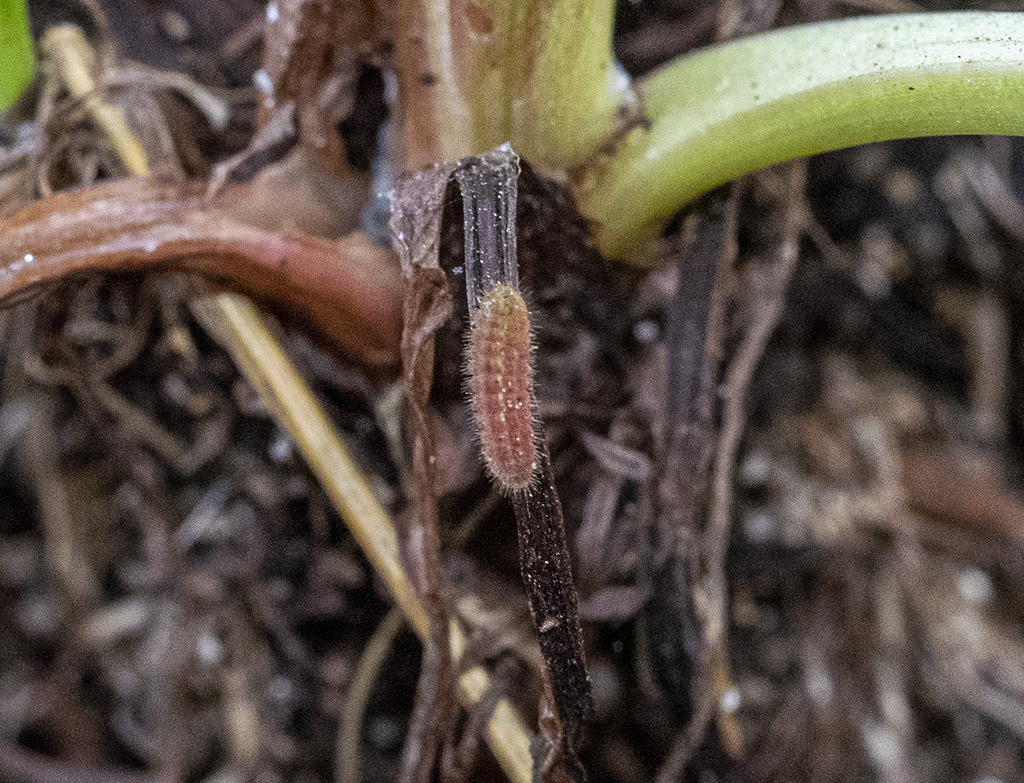
Lycaena dispar-Bruco svernante-Lombardia, prov. di Milano.

## Crisalide
Di colore grigio cenere, bruna sul dorso. È quasi sempre attaccata alla pianta nutrice da un cremastere e da una sottile cintura.

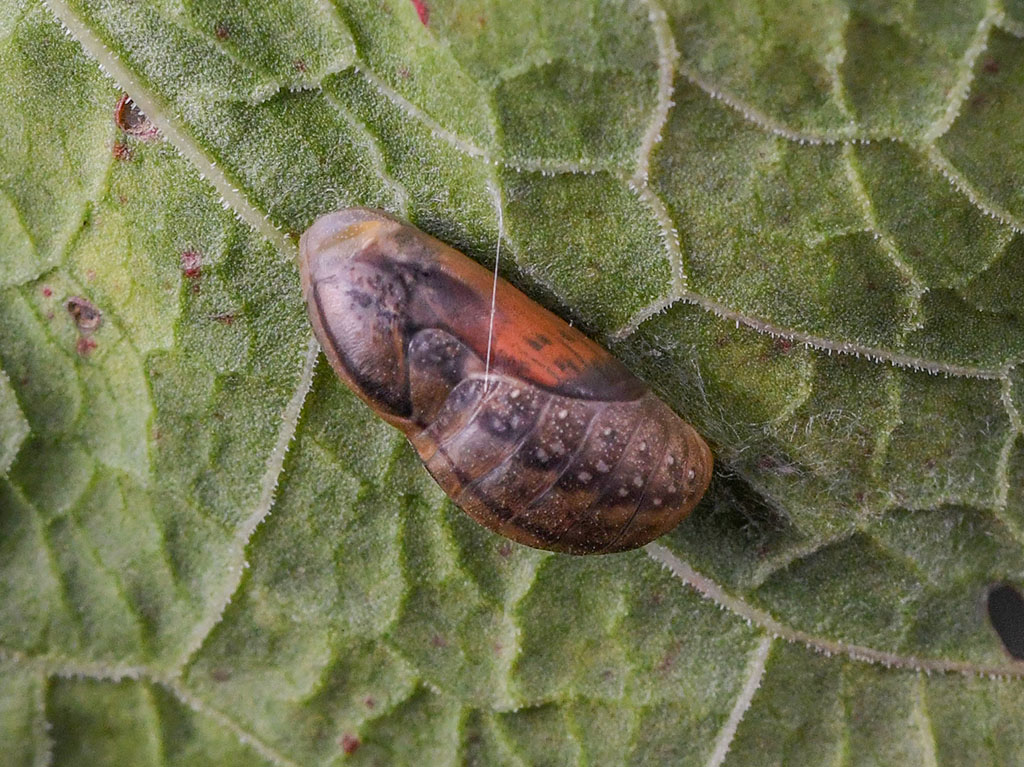
Lycaena dispar-Crisalide, Piemonte-prov. di Novara.

1. ↑  (EN) Lycaena dispar, su IUCN Red List of Threatened Species, Versione 2020.2, IUCN, 2020.